# Ortogonala koordinatsystem
Ortogonalitet är ett matematiskt uttryck som betyder vinkelräthet. Ett ortogonalt koordinatsystem karaktäriseras således av att alla koordinataxlar är vinkelräta mot varandra. 

## Olika koordinatsystem
Det enklaste ortogonala koordinatsystemet är det kartesiska där x, y och z-axlarna är vinkelräta och möts i origo. Tilldelas x ett konstant värde så spänner y- och z-axeln upp ett plan som är vinkelrätt mot x-axeln. Med samma logik fås vinkelräta plan mot de övriga koordinataxlarna om y respektive z tilldelas konstanta värden.
Det kartesiska koordinatsystemet är dock bara ett enkelt specialfall av de ortogonala koordinatsystemen. De "icke-kartesiska" ortogonala koordinatsystemen är oftare mer användbara eftersom de lättare anpassas till den typ av problem som skall lösas. Inom meteorologin är exempelvis roterande sfäriska koordinater eller roterande ellipsoidiska koordinater vanliga eftersom Jorden kan approximeras av en sfär eller ellipsoid. Andra exempel på vanliga icke-kartesiska ortogonala koordinatsystem som används inom fysiken och matematiken är polära koordinater, cylindriska koordinater, paraboliska koordinater, hyperboliska koordinater och dipolära koordinater. 
Ekvationer ser olika ut i olika koordinatsystem eftersom de är uppbyggda av olika basvektorer. Det är oftast lättare att härleda ekvationer i det kartesiska koordinatsystemet eftersom de vanliga vektor- och skalärmanipulationerna är enklast beskrivna där. En vanlig metod för att lösa problem är så kallad variabel separation som innebär att ett givet problem går från att vara n-dimensionellt till att vara n stycken endimensionella problem. Exempelvis är Helmholtz-ekvationen separabel i 11 ortogonala koordinatsystem där också Laplace-ekvationen är separabel. Den senare kan dessutom separeras i ytterligare två koordinatsystem om en multiplikativ faktor införs. 
Från ett tvådimensionellt ortogonalt koordinatsystem kan man erhålla ett tredimensionellt koordinatsystem på två sätt. Antingen genom att projicera systemet på en ny dimension eller genom rotation runt en axel. Exempel på hur ett cylindriskt koordinatsystem kan tas fram med dessa metoder är följande. Om ett polärt koordinatsystem projiceras på en vertikal axel så uppstår en cylinder eftersom det polära systemet spänner upp en cirkel. Ett exempel på den andra metoden är om ett vanligt kartesiskt koordinatsystem roteras runt en av sina koordinataxlar. Eftersom rotationsaxeln är fix i rummet kommer de två övriga axlarna bilda en cirkulär skiva som utgör cylinderns bas. 

## Basvektorer
Varje koordinat i rummet kan uttryckas med hjälp av [[enhetsvektor]]er (basvektorer) som ofta betecknas e1, e2, ... , en i ett n-dimensionellt rum. Dessa vektorer utgår från koordinatsystemets origo och är av enhetslängd. Om de inte är av enhetslängd åtgärdas detta genom division med vektorns norm: 
{\displaystyle {\hat {\mathbf {e} }}_{i}={\frac {\mathbf {e} _{i}}{\left|\mathbf {e} _{i}\right|}}}.
Enhetsvektorer har stor betydelse i vektorgeometri och matematisk fysik då de anger vilken riktning en vektor har i förhållande till en fix punkt i koordinatsystemet, vanligen origo. Enhetsvektorer kan tas fram från ett godtyckligt system av vektorer med hjälp av Gram-Schmidts ortogonaliseringsprocess. Notera att detta system kan ha ett oändligt antal dimensioner, alla basvektorer kommer ändå bli ortogonala mot varandra. Att de är ortogonala följer av att skalärprodukten av basvektorerna är noll, 
{\displaystyle {\hat {\mathbf {e} }}_{i}\cdot {\hat {\mathbf {e} }}_{j}=0\quad {\mbox{om}}\quad i\neq j}

## Differentialoperatorer i tre dimensioner[3]
Låt oss använda x, y och z koordinater så att uttrycken blir på en enkel och överskådlig form. Operatorerna nedan uttrycks i en normaliserad bas med enhetsvektorerna ex, ey och ez där hi är en normaliseringskonstant som motsvarar längden på basvektorn, det vill säga 
{\displaystyle h_{i}=\left|\mathbf {e} _{i}\right|}.
Gradientoperatorn på ett skalärfält ges av
{\displaystyle \nabla \phi ={\frac {{\hat {\mathbf {e} }}_{x}}{h_{x}}}{\frac {\partial \phi }{\partial x}}+{\frac {{\hat {\mathbf {e} }}_{y}}{h_{y}}}{\frac {\partial \phi }{\partial y}}+{\frac {{\hat {\mathbf {e} }}_{z}}{h_{z}}}{\frac {\partial \phi }{\partial z}},}
och Laplaceoperatorn på samma fält 
{\displaystyle \nabla ^{2}\phi ={\frac {1}{h_{x}h_{y}h_{z}}}\left[{\frac {\partial }{\partial x}}\left({\frac {h_{y}h_{z}}{h_{x}}}{\frac {\partial \phi }{\partial x}}\right)+{\frac {\partial }{\partial y}}\left({\frac {h_{z}h_{x}}{h_{y}}}{\frac {\partial \phi }{\partial y}}\right)+{\frac {\partial }{\partial z}}\left({\frac {h_{x}h_{y}}{h_{z}}}{\frac {\partial \phi }{\partial z}}\right)\right].}
Tas divergensen av ett vektorfält fås
{\displaystyle \nabla \cdot \mathbf {F} ={\frac {1}{h_{x}h_{y}h_{z}}}\left[{\frac {\partial }{\partial x}}\left(F_{x}h_{y}h_{z}\right)+{\frac {\partial }{\partial y}}\left(F_{y}h_{z}h_{x}\right)+{\frac {\partial }{\partial z}}\left(F_{z}h_{x}h_{y}\right)\right],}
och rotationen av samma vektorfält ger
{\displaystyle \nabla \times \mathbf {F} ={\frac {{\hat {\mathbf {e} }}_{x}}{h_{y}h_{z}}}\left[{\frac {\partial }{\partial y}}\left(h_{z}F_{z}\right)-{\frac {\partial }{\partial z}}\left(h_{y}F_{y}\right)\right]+{\frac {{\hat {\mathbf {e} }}_{y}}{h_{z}h_{x}}}\left[{\frac {\partial }{\partial z}}\left(h_{x}F_{x}\right)-{\frac {\partial }{\partial x}}\left(h_{z}F_{z}\right)\right]+{\frac {{\hat {\mathbf {e} }}_{z}}{h_{x}h_{y}}}\left[{\frac {\partial }{\partial x}}\left(h_{y}F_{y}\right)-{\frac {\partial }{\partial y}}\left(h_{x}F_{x}\right)\right].}